# 彼岸海寬
海寬（？年—1666年），字涵宇，號彼岸，直隸內丘（今河北省內丘縣）王氏子。十六歲出家受具後，投少林寺慧喜禪師，飽得鉗錘，三年後得印可，為曹洞宗第二十八世，主法開封相國寺。明崇禎十二年（1639）, 為少林寺住持。清順治三年(1646), 獲清廷勅為少林寺方丈，却因病未能晉京請換新札。順治十四年（1657）, 再次獲清廷所頒勅命主法少林寺，約集法侶，力謀復興少林祖庭，積十二年苦心經營，始竟厥功。康熙五年（1666）圓寂，有《五燈會元讚續》等行世。
| 佛教頭銜               | 佛教頭銜              | 佛教頭銜                     |
| ---------------------- | --------------------- | ---------------------------- |
| 前任： 寒灰慧喜 1624年 | 少林寺方丈 1639年－？ | 繼任： 纯白永玉 ？－1664年前 |

1. ↑  吴立民; 徐孙铭. . Beijing: 中国社会科学出版社. 1998: 471. ISBN 9787500422839. |pages=和|page=只需其一 (帮助);